# Athena (земснаряд)

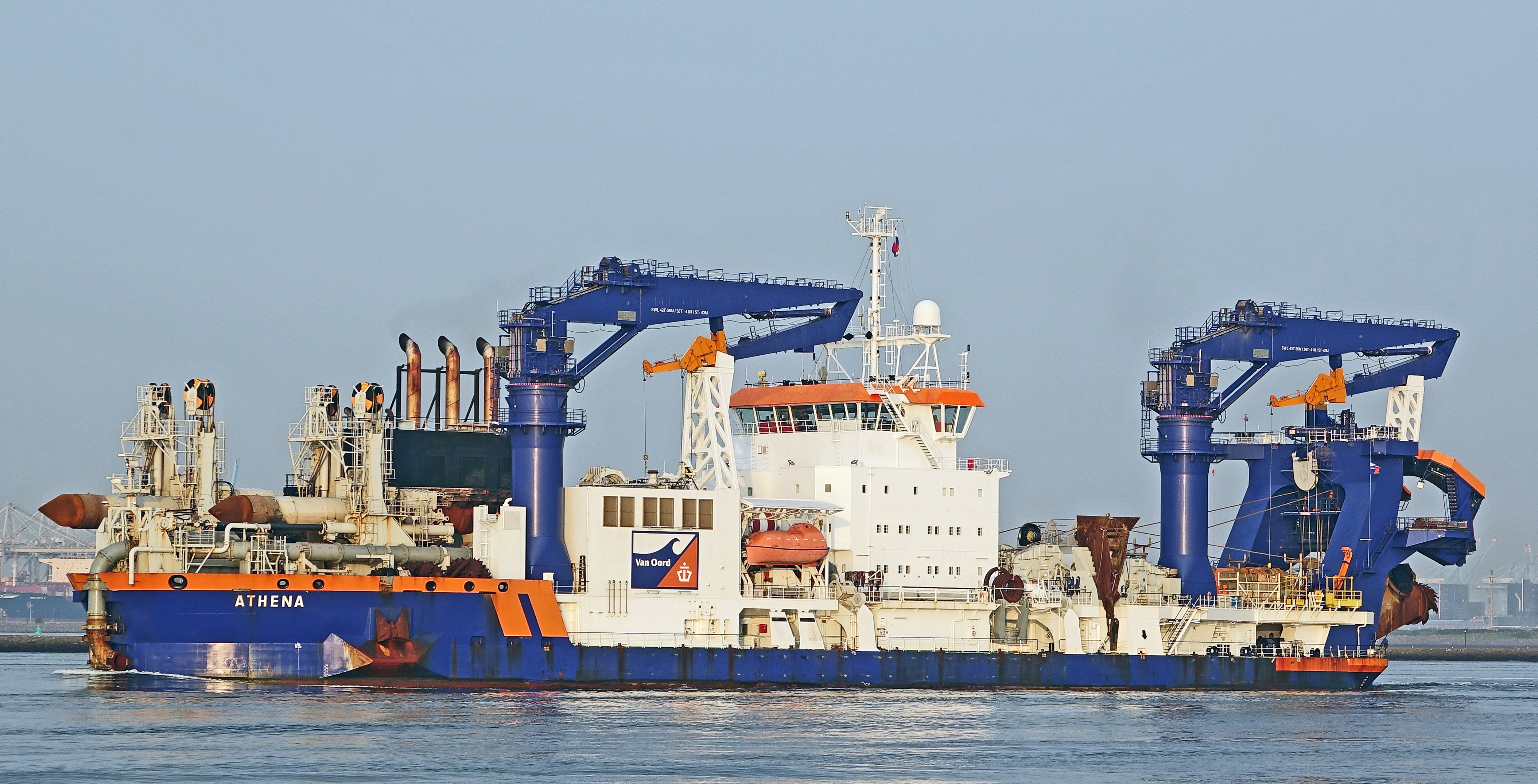
Загальний вигляд земснаряду, 2020 рік

Athena – потужний фрезерний земснаряд (cutter suction dredger).

## Характеристики
Судно спорудили на замовлення відомої нідерландської компанії Van Oord у 2011 році на нідерландській верфі IHC Merwede Shipyard у Кіндердайку (можливо відзначити, що за кілька років по тому для Van Oord спорудили однотипний земснаряд «Artemis»).
Силова установка має загальну потужність 24,7 МВт та складається із трьох двигунів Wärtsilä 6L46F.
Земснаряд призначений для робіт на глибинах до 31,1 метра. Привід його фрези має потужність 7,1 МВт, а для вибірки грунту призначені три насоси (один підводний та два розміщені на борту) потужністю по 5 МВт. Діаметр труб для всотування та видачі пульпи дорівнює 1 метр.
Пересування до місця виконання робіт здійснюється зі швидкістю до 11,9 вузлів.
На борту забезпечується проживання 50 осіб.

## Завдання судна
Першим завданням судна було проведення днопоглиблення у португальському порту Molhe de Sines, звідки воно відправилось для робіт у кенійському порту Момбаса.
В подальшому на судно чекали численні інші завдання, зокрема:
- у жовтні 2012-го «Athena» прибув до Австралії, де мав працювати біля двох років. Головним його завданням були роботи в порту Дарвін в межах проекту заводу для зрідження природного газу Іxтіс, для чого потрібно було вибрати 15 млн м3 породи, переважно твердої. Втім, щонайменше один раз судно залучили до іншого завдання, коли в травні 2013-го воно прибуло да порту Гладстоун на західному узбережжі для робіт за проектом Western Basin Dredging and Disposal Project (днопоглиблювальні роботи зі створення підходів до заводів зі зрідження Австралія-Пасіфік, Гладстоун та Квінсленд-Кертіс, основний об'єм яких виконали землесосний снаряд "Rotterdam" та фрезерні земснаряди «Castor» і «Al Mahaar»). Станом на лютий 2014-го «Athena» продовжувало роботи в Дарвіні разом з землесосним снарядом «Vox Maxima»;
- ще одним великим завданням стали роботи по намиву території та створенню гавані для нового кувейтського нафтопереробного заводу Аз-Зор. Контракт був розрахований на понад два роки, а самі роботи стартували у серпні 2014-го (можливо відзначити, що окрім «Athena» залучили згаданий вище фрезерний земснаряд «Artemis» та землесосні снаряди «HAM 318» та «Utrecht»;
- в січні – лютому 2018-го судно провело за поглиблювальні роботи в належному до емірату Рас-ель-Хейма порту Сакр (відомий передусім вивозом продукції найбільшої в світі вапнякової копальні Хор-Хвайр);
- у вересні – листопаді 2018-го «Athena» виконував завдання на Чорному морі в межах проекту створення грузинського глибоководного порту Анаклія, що передбачало вилучення та використання для намиву 5 млн3 грунта;
- в якийсь момент «Athena» залучили для прокладання траншеї завдовжки 5 км, через яку пропустили газопровід та нафтопровід від нігерійського офшорного родовища Осо до берегового терміналу Куа-Ібоє (Qua Iboe);
- влітку 2019-го Van Oord розпочав роботи за контрактом на намив 600 гектарів території для розміщення нового мексиканського нафтопереробного заводу Дос-Боскас. До робіт залучили «Athena» та землесосний снаряд "Lelystad", які мали перемістити 12 млн м3 грунту. Про завершення робіт повідомили у жовтні 2020-го, втім «Athena» завершив свою частину навесні 2020-го;
- у 2020-му «Athena» залучили до масштабної поглиблювальної кампанії у Обській губі, що провадилась в межах спорудження російського заводу зі зрідженні природного газу Арктик ЗПГ 2;
- в січні 2023-го земснаряд прибув до порту Teesport, де в межах проекту розширення South Bank Project мав вибрати 0,8 млн м3 грунту з річки Тіс.